# 강변대로 (달성 칠곡)
강변대로(Gangbyeon-daero)는 대한민국 대구광역시 달성군 하빈면 하산리 동곡 교차로와 경상북도 칠곡군 석적읍 중리를 잇는 도로이다. 왜관 ~ 대구간 도로라고도 한다.

## 연혁
- 2009년 5월 26일 : 왜관 ~ 대구간 도로(경상북도 칠곡군 왜관읍 금남리 ~ 왜관리) 9.2km 구간 확장 개통, 기존 3.9km 구간 폐지[1]
- 2009년 5월 26일 : 왜관 ~ 대구간 도로(대구광역시 달성군 하빈면 동곡리 동곡 교차로 ~ 묘리 적산 교차로) 3.3km 구간 확장 개통[2]
- 2009년 7월 10일 : 2개 이상 시·도에 걸쳐 있는 도로로 강변대로를 고시[3]
- 2012년 12월 20일 : 왜관 ~ 석적간 도로(칠곡군 왜관읍 왜관리 ~ 석적읍 중리) 11.43km 구간 4차선 확장 개통[4][5], 기존 칠곡군 왜관읍 석전리 ~ 석적읍 중리 9.9km 구간 폐지[6]

## 주요 경유지
대구광역시
- 달성군 하빈면

경상북도
- 칠곡군 (왜관읍 · 석적읍)

## 노선
| 이름                 | 접속 노선                                                                  | 소재지 | 소재지 | 비고                                                                     |
| -------------------- | -------------------------------------------------------------------------- | ------ | ------ | ------------------------------------------------------------------------ |
| 동곡 교차로 (동곡교) | 국도 제30호선 국가지원지방도 제67호선 국가지원지방도 제79호선 (달구벌대로) | 달성군 | 하빈면 | 국가지원지방도 제67, 79호선 구간                                         |
| 하빈 교차로 (하빈교) | 하산길                                                                     | 달성군 | 하빈면 | 국가지원지방도 제67, 79호선 구간                                         |
| 적산 교차로          | 묘동길                                                                     | 달성군 | 하빈면 | 국가지원지방도 제67, 79호선 구간 석적 방면 진출 불가 달성 방면 진입 불가 |
| 적산 교차로          | 묘동길                                                                     | 칠곡군 | 왜관읍 | 국가지원지방도 제67, 79호선 구간 석적 방면 진출 불가 달성 방면 진입 불가 |
| (더벙골)             | 금남1길                                                                    | 칠곡군 | 왜관읍 | 국가지원지방도 제67, 79호선 구간 석적 방면 진입 불가 달성 방면 진출 불가 |
| 낙산 교차로          | 2산업단지1길                                                               | 칠곡군 | 왜관읍 | 국가지원지방도 제67, 79호선 구간                                         |
| 낙산리               | 2산업단지2길                                                               | 칠곡군 | 왜관읍 | 국가지원지방도 제67, 79호선 구간                                         |
| 금산 교차로 (금산로) | 공단로                                                                     | 칠곡군 | 왜관읍 | 국가지원지방도 제67, 79호선 구간                                         |
| 금산1 교차로         | 닥실길                                                                     | 칠곡군 | 왜관읍 | 국가지원지방도 제67, 79호선 구간                                         |
| 달오교               |                                                                            | 칠곡군 | 왜관읍 | 국가지원지방도 제67, 79호선 구간                                         |
| 달오 교차로          | 구상길                                                                     | 칠곡군 | 왜관읍 | 국가지원지방도 제67, 79호선 구간                                         |
| (제2왜관교 동단)     | 국도 제4호선 국가지원지방도 제79호선 (칠곡대로)                            | 칠곡군 | 왜관읍 | 국가지원지방도 제67, 79호선 구간                                         |
| 왜관 교차로          | 관문로                                                                     | 칠곡군 | 왜관읍 | 국가지원지방도 제67, 79호선 구간                                         |
| 왜관 교차로          | 관문로                                                                     | 칠곡군 | 왜관읍 | 국도 제67호선 구간                                                       |
| 왜관과선교           |                                                                            | 칠곡군 | 왜관읍 |                                                                          |
| 칠곡보 좌안          |                                                                            | 칠곡군 | 석적읍 |                                                                          |
| 중지 교차로          | 석적로                                                                     | 칠곡군 | 석적읍 |                                                                          |
| 중지교               |                                                                            | 칠곡군 | 석적읍 |                                                                          |
| 포남1 교차로         | 석적로                                                                     | 칠곡군 | 석적읍 |                                                                          |
| 포남2 교차로         | 포남2길                                                                    | 칠곡군 | 석적읍 |                                                                          |
| 석적 교차로          | 석적로 포망로                                                              | 칠곡군 | 석적읍 |                                                                          |
| 남율 교차로          | 남율로                                                                     | 칠곡군 | 석적읍 |                                                                          |
| 우방1 교차로         | 대교길                                                                     | 칠곡군 | 석적읍 |                                                                          |
| 우방2 교차로         | 석적로                                                                     | 칠곡군 | 석적읍 |                                                                          |
| 중리 교차로          | 석적로                                                                     | 칠곡군 | 석적읍 |                                                                          |
| 광암교               | 장곡길                                                                     | 칠곡군 | 석적읍 |                                                                          |
| (TK케미칼3공장)      | 3공단2로                                                                   | 칠곡군 | 석적읍 |                                                                          |
| 중리                 | 유학로                                                                     | 칠곡군 | 석적읍 |                                                                          |
| 3공단3로와 직결      |                                                                            |        |        |                                                                          |

## 주요 건물 및 시설
- 낙산초등학교 (경상북도 칠곡군 왜관읍 강변대로 754)
- 한국수자원공사 칠곡보사업소 (경상북도 칠곡군 석적읍 강변대로 1555)
- 칠곡호국평화기념관, 왜관지구전적기념관 (경상북도 칠곡군 석적읍 강변대로 1580)
- 석적농협 (경상북도 칠곡군 석적읍 강변대로 2290)